# Manas-Bastanous
Manas-Bastanous är en kommun i departementet Gers i regionen Occitanien i sydvästra Frankrike. Kommunen ligger i kantonen Miélan som tillhör arrondissementet Mirande. År 2022 hade Manas-Bastanous 83 invånare.

## Befolkningsutveckling
Antalet invånare i kommunen Manas-Bastanous
Referens:INSEE